# موهلنباخ (بادن-وورتمبرگ)
موهلنباخ (به آلمانی: Mühlenbach) یک شهر در آلمان است که در ارتناوکرایس واقع شده‌است.